# Вулиця Лотоцького (Львів)
Вулиця Лотоцького — вулиця у Личаківському районі міста Львів, місцевість Великі Кривчиці. Пролягає від вулиці Приязної до вулиці Глиняної, утворюючи перехрестя з вулицею Малі Кривчиці.

## Історія та забудова
Вулиця виникла у складі села Кривчиці під назвою Садова. Із приєднанням Кривчиць до Львова у 1962 році отримала назву Аджарська. Сучасна назва — з 1993 року, на честь Антона Лотоцького, українського письменника, історика та педагога.
Забудована одноповерховими садибами 1930-х років та сучасними приватними садибами.